# Muurla glasbruk
Muurla Design Marketing Oy är ett finländskt glasföretag som sedan 1974 har sitt säte i Muurla i Salo stad. Företaget grundades av Jaakko Uoti, ingenjören Juhani Ruuskanen, diplomingenjören Kalevi Lystimäki, glasblåsarna Pertti och Olli Kähönen samt formgivaren Tauno Wirkkala. Produktutvecklingen och designen av företagets glaskollektioner sker fortfarande i Muurla, även om produktionen numera även är förlagd till andra delar av Europa.
Företagets officiella namn är Muurla Design Marketing Oy, med Muurlan Lasi (svenska: Muurla glas) som bifirma. Förutom glaskonst designar, säljer och marknadsför företaget också bruks-, inrednings- och presentföremål av andra material än glas. Muurlas systerbolag, Suomen Viilupuu Oy, driver en fabrik i Pieksämäki som är specialiserad på produkter av fanerträ.